# 聖里塔德西瓜斯區
聖里塔德西瓜斯區（西班牙語：Distrito de Santa Rita de Siguas），是秘魯的一個區，位於該國南部阿雷基帕大區的阿雷基帕省，始建於1944年12月30日，面積370.16平方公里，海拔高度1,268米，2005年人口4,393，人口密度每平方公里12人。